# Prevođenje
Prevođenje je pismeno ili usmeno prenošenje književnih, znanstvenih, obavijesnih tekstova, govora i drugog iz jednoga jezika (jezik izvor) u drugi (ciljni jezik), preko prevoditelja, tumača, elektronskih strojeva.
Može biti slobodno ili doslovno [ili između te dvije krajnosti]; automatsko je prevođenje zamjena čovjeka strojem u prevoditeljskoj djelatnosti.
Prijevod je konačan rezultat procesa koji podrazumijeva prevođenje značenja teksta na jednom jeziku (izvorni ili polazni tekst) te proizvodnju novog teksta na drugom jeziku (ciljni tekst).
Jedni od prvih prijevoda su djelomični prijevodi sumerskog Epa o Gilgamešu (oko 2000. godine prije nove ere) koji su pronađeni u jugozapadnoj Aziji, oko drugog tiusućljeća prije Krista. 
Prilikom prevođenja uvijek postoji mogućnost netočnog prijevoda iz polaznog u ciljni jezik. S druge strane mnogi izvorno-jezični kalkovi i posuđenice obogatili su ciljne jezike. 
Zbog zahtjevne poslovne dokumentacije koja datira od industrijske revolucije, koja je započela sredinom 18. stoljeća, neke prevoditeljske specijalizacije su postale formalizirane, s namjenskim školama i strukovnim udrugama.
Zbog dugotrajnosti prijevoda, od 1940. godine inženjeri su tražili automatizirani prijevod (strojno prevođenje), ili mehaničku pomoć u prevođenju (računalno potpomognuto prevođenje). Razvoj internet tehnologije poticao je svjetsko tržište za prevoditeljske usluge i olakšao lokalizaciju jezika. Znanost o prevođenju (translatologija, traduktologija) sustavno proučava teoriju i praksu prevođenja. 
Svrha je prevoditelja prevesti tekst izvornog jezika u tekst ciljnog jezika na način da se u što većoj mjeri zadrži značenje i stil teksta. Pod pojmom simultanog prevođenja podrazumijeva se direktan prijevod govora s jednog na drugi jezik, u isto vrijeme dok se i odvija; to je vrsta prevođenja koja se obično koristi na skupštinama i međunarodnim sastancima kako bi se ljudima koji govore različite jezike omogućilo da prisustvuju i sudjeluju u aktivnostima koje se odvijaju, i to svatko na svom jeziku. Osoba koja prevodi tekst s jednog jezika na drugi zove se prevoditelj. 
Sudski tumač je prevoditelj kojega je za prevoditeljsku djelatnost ovlastila nadležna ustanova, u Hrvatskoj je to Županijski sud ili Trgovački sud. 

## Računalno potpomognuto prevođenje
Računalno potpomognuto prevođenje, također poznato i pod nazivom strojno potpomognuto ljudsko prevođenje (MAHT) i interaktivno prevođenje je oblik prevođenja pri kojem osoba stvara ciljani tekst uz pomoć računalnog programa. Stroj potpomaže osobi koja prevodi.
Računala koja se koriste za ovakvo prevođenje prevođenje mogu uključivati softvere za standardne riječnike i gramatiku. Računalo obično sadrži niz specijaliziranih programa uključujući prevoditeljsku memoriju, upravljanje terminologijom, indeksaciju i kontekstualizaciju riječi te programe za poravnanje. Ovi alati ubrzavaju i olakšavaju ljudsko prevođenje ali oni sami ne prevode, za to se koristi strojno prevođenje.
Institut za hrvatski jezik podržava mrežnoga prevoditelja imena Hrvojka.

## Moderan prijevod
Kako se jedan jezik razvija, ranije verzije jezično-izvornih tekstova ili stari prijevodi mogu postati teški za razumijevanje čitateljijma. Takav tekst može biti preveden na više modernih jezika, kao na primjer moderni engleski prijevod, ili modernizirani prijevod.
Takvi suvremeni prijevodi se primjenjuju u književnosti klasičnih jezika, kao štio su latinski ili grčki, posebice u Bibliji ili u književnosti ranijih faza na istom jeziku, kao i s djelima Wiliama Shakespearea (koji su u velikoj mjeri razumljivi modernoj publici, iako s nešto poteškoća), ili Geoffrey Chaucer s Kanterburškim pričama (što obično nije razumljivo suvremenim čitateljima).
Moderni prijevod često uključuje književnu učestalost i tekstualnu reviziju. To je posebno značajno u slučaju Biblije, i Shakespearea, gdje moderna znanost može rezultirati bitnim tekstualnim promjenama.

## Prevođenje jezika
Prevođenje i tumačenje jezika olakšava govornu i pisano-jezičnu komunikaciju, između korisnika različitih jezika. Prevoditeljske studije su studije za sustavno proučavanje teorije, opisa i primjene tumačenja i prevođenja. 

## Vrste
U glavne vrste prijevoda ubrajaju se: 
- prijevod na konferencijama
- sudski prijevod
- prevođenje u javnom sektoru
- prevođenje u medijima
- književno prevođenje

## Prijevod na konferencijama
Konferencijsko prevođenje odnosi se na tumačenje na konferenciji ili velikom sastanku. Pojavom višejezičnih sastanaka bitno se smanjila količlina prevođenja u posljednjih 20 godina. 
Tumačenje na konferencijama podijeljeno je na dva dijela: 
- instiutucionalni
- pravni

Međunarodne institucije (EU, UN, EPO, i tako dalje), koje drže višejezične sastanke, često se u praksi susreću s tumačenjem nekoliko stranih jezika u materinje jezike. Lokalne privatne institucije imaju tendenciju dvojezičnih sastanaka (lokalni jezik plus strani). Institucionalni i pravni dio se međusobno ne isključuju. Jedina udruga u svijetu konferencijskih prevoditelja je Međunarodno udruženje konferencijskih prevoditelja, koje je osnovano 1953. godine. Njegovo članstvo uključuje više od 2800 profesionalnih konferencijskih prevoditelja, u više od 90 zemalja.

## Sudsko prevođenje
Sudsko ili pravno prevođenje radi se u sudovima, upravnim sudovima, odnosno na mjestima gdje god se održava pravni postupak. Pravno prevođenje može biti konsekutivno prevođenje iskaza svjedoka, ili simultano tumačenje cjelokupnog postupka, elektroničkim putem, za jednu osobu.
Pravo na tumača za svakoga tko ne razumije jezik suda (posebno za optuženika u kaznenom postupku) obično se smatra smatra jednim od osnovnih zakonskih prava. Dakle, to pravo često je zajamčeno nacionalnim ustavima, deklaracijom prava, temeljnim zakonima o osnivanju pravosuđa, ili je postavljeno od strane najviših sudova. 
Sudski tumači moraju imati formalno odobrenje od države da mogu raditi u sudovima – a tada se nazivaju ovlašteni sudski tumači. Na sudovima se prevođenje smatra bitnim dijelom dokaza. Nekompetentno tumačenje, može dovesti do pogrešnog tijeka i rezultata istrage.

## Prevođenje u javnom sektoru
Prevođenje u javnom sektoru je vrsta tumačenja koja se upotrebljava u pravnim, socijalnim, i zdravstvenim djelatnostima, te u ustanovama zaštite okoliša socijalne skrbi i lokalne samouprave. U ovoj vrsti prevođenja postoje faktori koji određuju i utječu na prevođenje i komuniciranje, poput govora, emocionalnog sadržaja, neprijateljskog društvenog okruženja, energetskih odnosa među sudionicima. Iz tih razloga vrlo često tumači imaju visok stupanj odgovornosti, a u nekim sluičajevima čak i život osobe ovisi o tumaču.  

## Medijsko prevođenje
Medijsko prevođenje provodi se posebno za live televizijske emisije poput press konferencija,emisija uživo ili intervjua s političarima, glazbenicima, umjetnicima, sportašima i osobama iz poslovnog kruga. U ovoj vrsti tumačenja, tumač mora sjediti u zvučnoj kabini, u kojoj može vidjeti zvučnike na monitoru. Sva oprema treba se provjeriti prije početka snimanja. Konkretno satelitske veze se moraju provjeriti i više puta, kako bi se osiguralo da se glas tumača ne šalje natrag i da ne čuje samo jedan kanal. U slučaju intervjua snimljenih izvan studija i nekih aktualnih programa, pervoditelj interpretira ono šta čuje na TV monitoru. Pozadinska buka može predstavljhati ozbiljan problem. Prevoditelj koji radi za medije mora zvučati sigurno.  
Prevoditelj obavlja konferencije za novinare, intervjue uživo i tako dalje. Ova vrsta prevođenje je stresnija od ostalih, s obzirom na to da se prevoditelj mora nositi sa širokim rasponom tehničkih problema.

## Načini prevođenja
Usluge tumnačenja mogu se pružiti preko na više načina. Najčešći način u kojem se pružaju usluge prevođenja je prevođenje na licu mjesta (usmeno prevođenje).

## Usmeno prevođenje
Ova metoda prijevoda zahtijeva od tumača da bude fizički prisutan. U sklopu ove vrste tumačenja sve stranke koje žele govoriti obično se nalaze na istom mjestu. Ova vrsta prevođenja se najčešće koristi za većinu javnih i društvenih usluga. 

## Telefonsko prevođenje
Telefonsko prevođenje se također naziva i "tele-tumačenje". Ono omogućuje tumačenje putem telefona. Telefonsko tumačenje se može koristiti kada tumač nije prisutan na licu mjesta, ali ga se može dobiti putem telefona. Ovo prevođenje se najčešće koristi između stranaka koje koriste telefonske aplikacije za osiguranje ili kreditne kartice, te za telefonske upite od potrošača do poduzeća. 

## Prijevod i lokalizacija
Lokalizacija je proces u kojem prevođenje sadržaja proizvoda, usluge ili softvera u potpunosti ispunjava lokalne jezične i kulturne zahtjeve. Prijevod i lokalizacija razlikuju se u svojoj osnovnoj namjeni, u praćenju originala, uključenosti zainteresiranih strana i vrsta tekstova. Osnovna svrha prijevoda je prenošenje činjenica i značenja teksta s jednog jezika na drugi. Osnovna svrha lokalizacije, međutim, je predstaviti ove činjenice i važnost na najprikladniji način koji udovoljava jezičnim i kulturnim zahtjevima ciljnog jezika.

## Video
Prevođenje putem videa se koristi na mjestima koja nude VRS ili VRI usluge. Pružanje usluga prevođenja putem daljinskog video prevođenja (VRI) ili relej usluge videa (VRS) je korisno za govorne jezične barijere, te se uglavnom primjenjuje u slučajevima kada je jedna od stranaka gluha, ili nijema, kada se tumačenje odvija putem zakovnog jezika.
Video prevođenje odvija se na daljinu s live video ili audio izvora, tako da nijema ili gluha stranka može vidjeti tumača. Slično kao i kod telefonskog prevođenja video tumačenje se može koristiti u situacijama kada prevoditelj nije prisutan na licu mjesta. VRI i tumačenje VRS zahtijeva od svih stranaka da imaju potrebnu opremu.